# De Rhamkohomologi
Inom matematiken är de Rhamkohomologi (efter Georges de Rham) ett koncept inom algebraisk topologi och differentialtopologi som kan användas till att uttrycka grundläggande topologisk information om differentierbara mångfalder i en form som är lätt att använda i beräkningar och konkreta representationer av kohomologiklasser. Den är en kohomologteori som baserar sig på existensen av differentialformer med vissa speciella egenskaper.

### Allmänna källor
- Bott, Raoul; Tu, Loring W. (1982), Differential Forms in Algebraic Topology, Berlin, New York: Springer-Verlag, ISBN 978-0-387-90613-3
- Griffiths, Phillip; Harris, Joseph (1994), Principles of algebraic geometry, Wiley Classics Library, New York: John Wiley & Sons, ISBN 978-0-471-05059-9
- Warner, Frank (1983), Foundations of Differentiable Manifolds and Lie Groups, Berlin, New York: Springer-Verlag, ISBN 978-0-387-90894-6